# Campethera bennettii
Campethera bennettii là một loài chim trong họ Picidae.